# Davide Chiumiento
Davide Chiumiento (* 22. November 1984 in Heiden AR) ist ein ehemaliger italienisch-schweizerischer Fussballspieler. Er spielte im zentralen Mittelfeld.

## Karriere
Ab 2003 war Chiumiento Profi mit einem Vertrag bei Juventus Turin. In der Saison 2003/04 spielte er jedoch für Juve lediglich ein einziges Mal in der Serie A. Daher wurde er je für ein Jahr zuerst in der Spielzeit 2004/05 an den AC Siena und für Saison 05/06 an den Le Mans UC 72 ausgeliehen. Bei beiden Vereinen kam er über die Rolle eines Ergänzungsspielers nicht hinaus. Insgesamt hat er 15 Spiele in der Serie A und 17 Spiele in der Ligue 1 absolviert, wobei er je ein Tor erzielen konnte.
Er entschied sich beim Vorliegen von Anfragen beider Verbände dafür, international für den Schweizer Fussballverband zu spielen. Dort war Chiumiento Stammspieler der U-21 Auswahl; er kam in dieser auf 11 Einsätze.
Im August wurde Davide Chiumiento erneut ausgeliehen; diesmal an den Schweizer Klub BSC Young Boys.
Am 15. Juni 2007 vermeldete der FC Luzern die Verpflichtung Chiumientos. Er unterschrieb beim FCL einen Vertrag bis zum 30. Juni 2010, dort wurde er Stamm- und Schlüsselspieler und brachte es auf 34 Saisoneinsätze, bei denen er zweimal traf und siebenmal vorlegte.
Nach längeren Abwarten wurde am 22. Mai 2010 bekannt, dass er den FC Luzern verlassen wird. Die Gehaltsforderungen waren für den FC Luzern zu hoch. Anschliessend wechselte er zu den Vancouver Whitecaps in die nordamerikanische Major League Soccer.
Zur Saison 2012/13 hin wechselte er zurück in die Schweiz zum FC Zürich, dort spielte er bis 2017. Während dieser Zeit gewann er zwei Mal den Schweizer Cup.

## Erfolge
FC Zürich
Schweizer Cupsieger: 2014, 2016